# Arcturus primus
Arcturus primus är en kräftdjursart som beskrevs av Boris Vladimirovich Mezhov 1980. Arcturus primus ingår i släktet Arcturus och familjen Arcturidae. Inga underarter finns listade i Catalogue of Life.